# Frauenminze
Die Frauenminze (Tanacetum balsamita), auch Balsamkraut oder Marienblatt genannt, ist eine Pflanzenart aus der Gattung der Wucherblumen (Tanacetum) innerhalb der Familie der Korbblütler (Asteraceae). Sie wird als Heilpflanze verwendet.

## Beschreibung

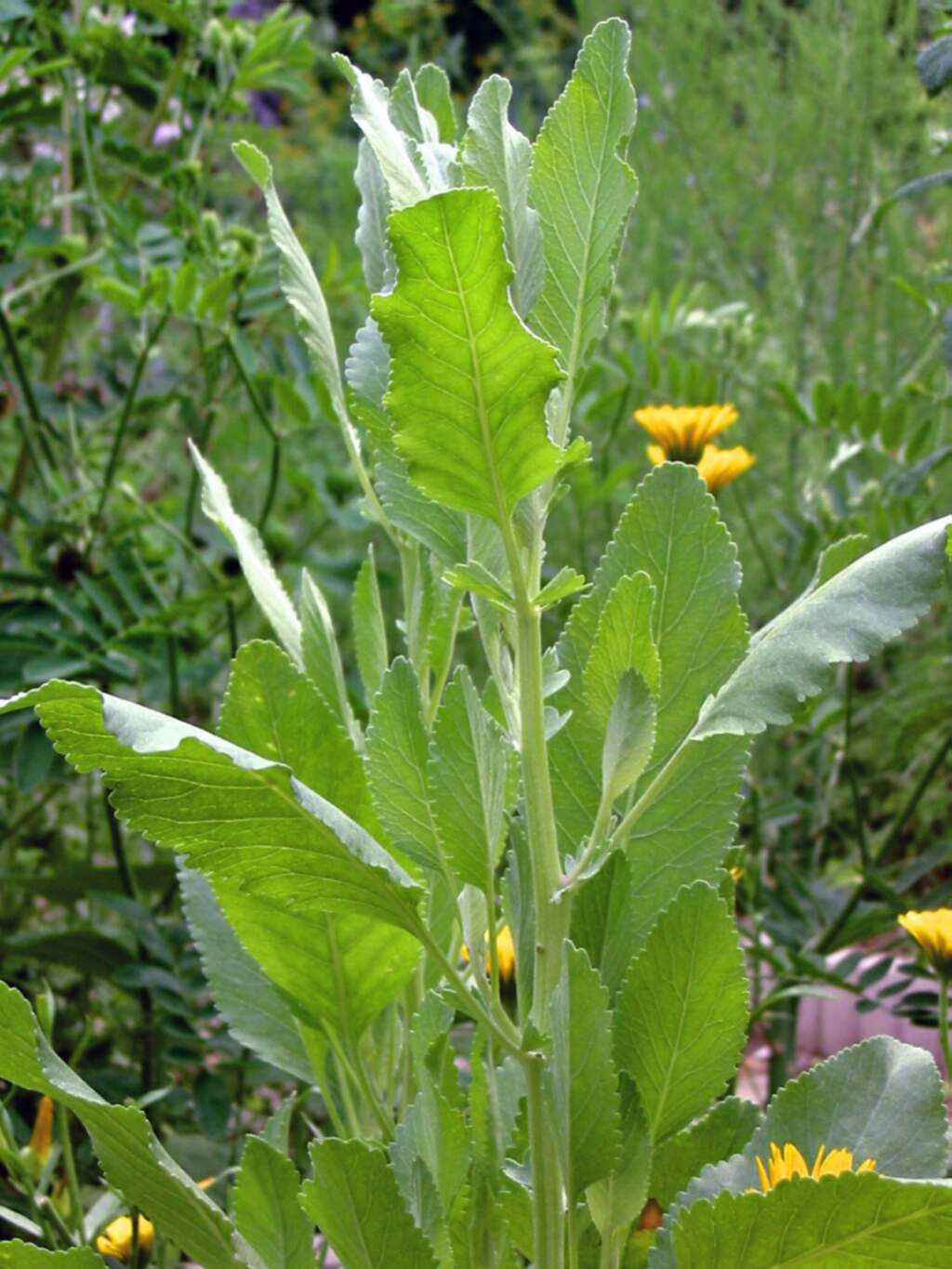
Stängel und Laubblätter

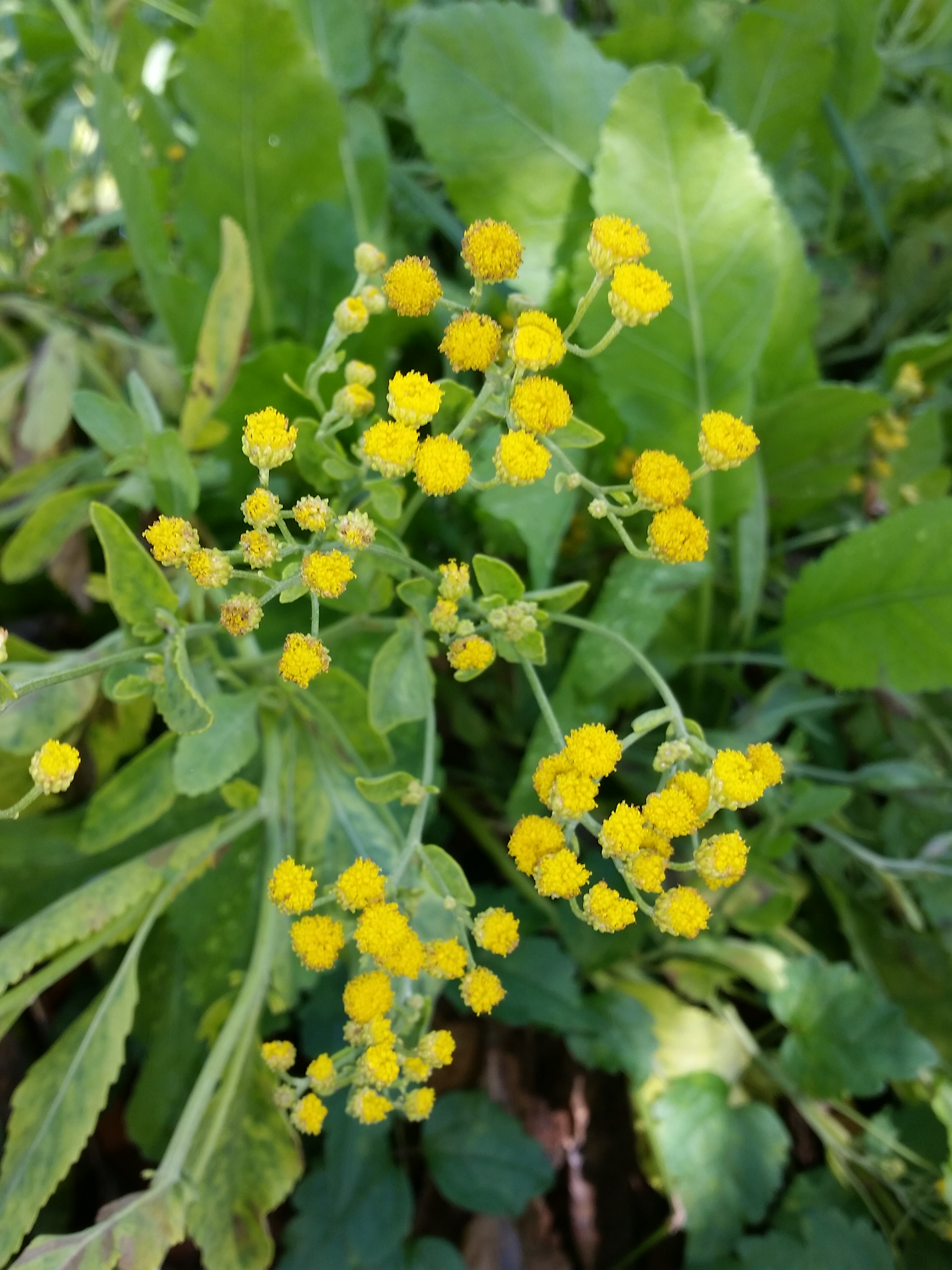
Blütenstand mit Blütenkörbchen

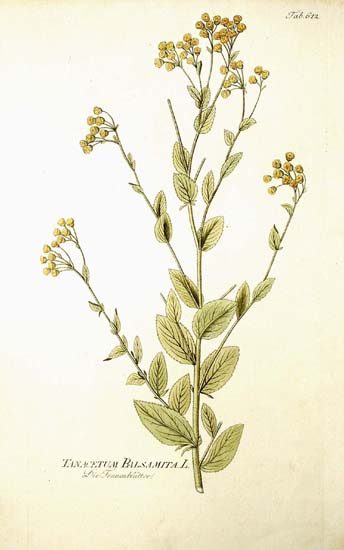
Illustration

### Vegetative Merkmale
Die Frauenminze ist eine ausdauernde krautige Pflanze und erreicht Wuchshöhen von meist 80 bis 120, 30 bis zu 150 Zentimetern. Als Überdauerungsorgan bildet sie ein Rhizom, das mit Ausläufern große Horste mit kräftigem Wurzelwerk bilden. Die aufrechten, einfachen oder im oberen Bereich verzweigten Stängel sind grau flaumig behaart bis verkahlend. Die Pflanzenteile riechen nach Minze, daher der Trivialname Frauenminze.
Die grundständig und wechselständig am Stängel verteilt angeordneten Laubblätter sind in Blattstiel und -spreite gegliedert. Der Blattstiel ist relativ lang bis bei den obersten kaum erkennbar. Die ledrige, einfache, bläulich-grüne Blattspreite ist bei einer Länge von 10 bis zu 20 Zentimetern sowie einer Breite von 2 bis 8 Zentimetern länglich, elliptisch bis eiförmig mit fein gekerbt gesägtem Blattrand und  an ihrer Basis ist sie manchmal geöhrt. Selten sind die Blattspreiten im unteren Bereich gelappt. Über das Indument der Blattspreiten gibt es unterschiedliche Angabe, beispielsweise auf der Unterseite fein behaart oder auf beiden Blattflächen zumindest anfangs strigelig oder seidig behaart bis verkahlend und mehr oder weniger drüsig punktiert.

### Generative Merkmale
Die erst spät im Sommer erscheinenden doldenrispigen Gesamtblütenstände, die selten nur drei bis, meist 10 bis 60 oder mehr körbchenförmigen Teilblütenstände enthalten. Die Blütezeit reicht von Juli bis September. Die Korbhülle (Involukrum) weist einen Durchmesser von meist 5 bis 8 (3 bis 10) Millimetern auf. Die 40 bis 60 oder mehr Hüllblätter sind in drei bis vier oder mehr Reihen angeordnet. Der Korbboden ist flach bis konvex. Die Blütenkörbchen weisen einen Durchmesser von 4 bis 8 Millimetern auf und enthalten viele Röhrenblüten. Die gelb-grünen Röhrenblüten sind etwa 2 Millimeter lang. Zungenblüten fehlen meist oder es sind nur wenige 4 bis 6 Millimeter lange weiße Zungenblüten vorhanden.
Die Achänen sind bei einer Länge von 1,5 bis 2 Millimetern mehr oder weniger säulenförmig und fünf- bis achtrippig. Der Pappus ist nur ein 0,1 bis 0,4 Millimeter hohes Krönchen, das ganzrandig oder gezähnt ist.

### Chromosomensatz
Die Chromosomengrundzahl beträgt x = 9; es liegt Diploidie oder Hexaploidie vor mit einer Chromosomenzahl 2n = 18 oder 54.

## Ökologie
Beim Balsamkraut handelt es sich um einen hygromorphen, mesomorphen Hemikryptophyten. Das Balsamkraut ist plurienn-pollakanth, also ein Pflanzenexemplar blüht und fruchtet mehr als einmal in ihrem Leben, es ist ausdauernd.
Das Balsamkraut ist gynomonözisch, es gibt also weibliche und zwittrige Blüten auf einem Pflanzenexemplar. Die Bestäubung erfolgt meist durch Insekten.
Die Achänen sind die Diasporen.: Die Diasporen werden absichtlich oder unabsichtlich durch den Menschen ausgebreitet (Hemerochorie).

## Systematik und Verbreitung
Die Erstveröffentlichung von Tanacetum balsamita erfolgte 1753 durch Carl von Linné in Species Plantarum, Tomus II, Seite 845. Synonyme für Tanacetum balsamita L. sind: Balsamita major Desf., Chrysanthemum balsamita (L.) Baill. non L., Chrysanthemum majus (Desf.) Asch., Chrysanthemum tanacetum Vis. nom. illeg., Pyrethrum majus (Desf.) Tzvelev, Pyrethrum balsamita var. tanacetoides Boiss.
Tanacetum balsamita stammt ursprünglich aus dem Kaukasusraum, ist aber in Südeuropa als Archaeophyt eingebürgert worden und findet sich heute verwildert auch im deutschsprachigen Raum.
Je nach Autor gibt es etwa zwei Unterarten, oder sie gelten als eigene Arten:
- Tanacetum balsamita L. subsp. balsamita (Syn.: Balsamita major Desf., Chrysanthemum balsamita auct., Chrysanthemum majus (Desf.) Asch., Pyrethrum majus (Desf.) Tzvelev): Es gibt Fundortangaben für die östliche Türkei, den nordwestlichen Iran, Aserbaidschan, Armenien und Georgien.[3][5] In Europa, Zypern, Nordamerika und Argentinien ist sie ein Neophyt.[5]
- Tanacetum balsamita subsp. balsamitoides (Sch.Bip.) Grierson (Syn.: Chrysanthemum balsamita L., Pyrethrum balsamita (L.) Willd., Tanacetum balsamitoides Sch.Bip., Chrysanthemum balsamitoides Nábělek, Pyrethrum balsamitoides (Nábělek) Tzvelev): Es gibt Fundortangaben für den asiatischen Teil der Türkei, den nördlichen Irak, Iran und Armenien.[3][5] Sie gilt bei vielen Autoren als eigene Art. Meist besitzt sie weiße Zungenblüten.

## Inhaltsstoffe
Die Frauenminze enthält zahlreiche ätherische Öle, die unter anderem Kampfer und Thujone enthalten.
Die Inhaltsstoffe der ätherischen Öle lassen sich einteilen in solche vom Carvon-Typ, vom Campher-Typ und vom Campher-Thujon-Typ. Tanacetum balsamita var. tanacetoides enthält Carvon-Typen, - var. balsamita Campher-Typen. Auch in den Gehalten bestehen Unterschiede zwischen den Varietäten. Zu den zahlreichen nachgewiesenen Bestandteilen der ätherischen Öle gehören Borneol, Bornylacetat, Camphen, L-Campher, Carvon, 1,8-Cineol, p-Cymen, Isoborneol, D-Isothujon, Limonen, α-Pinen und L-Thujon. Einige Populationen enthalten C-9β-hydroxilierte Germacranolide und deren Ester, andere nur Derivate des Eudesmen.
Die Wurzeln enthalten zusätzlich Enolether-Spiroketale. Weitere Inhaltsstoffe sind Chlorogensäure, Ferulasäure, Kaffeesäure, Protocatechusäure und die Flavonoide Apigenin-7-diglykosid und Chrysoeriol-7-diglykosid. Die Konzentration der Inhaltsstoffe variiert mit der Jahreszeit und kann in Wurzel, Blatt und Blüte verschieden sein.

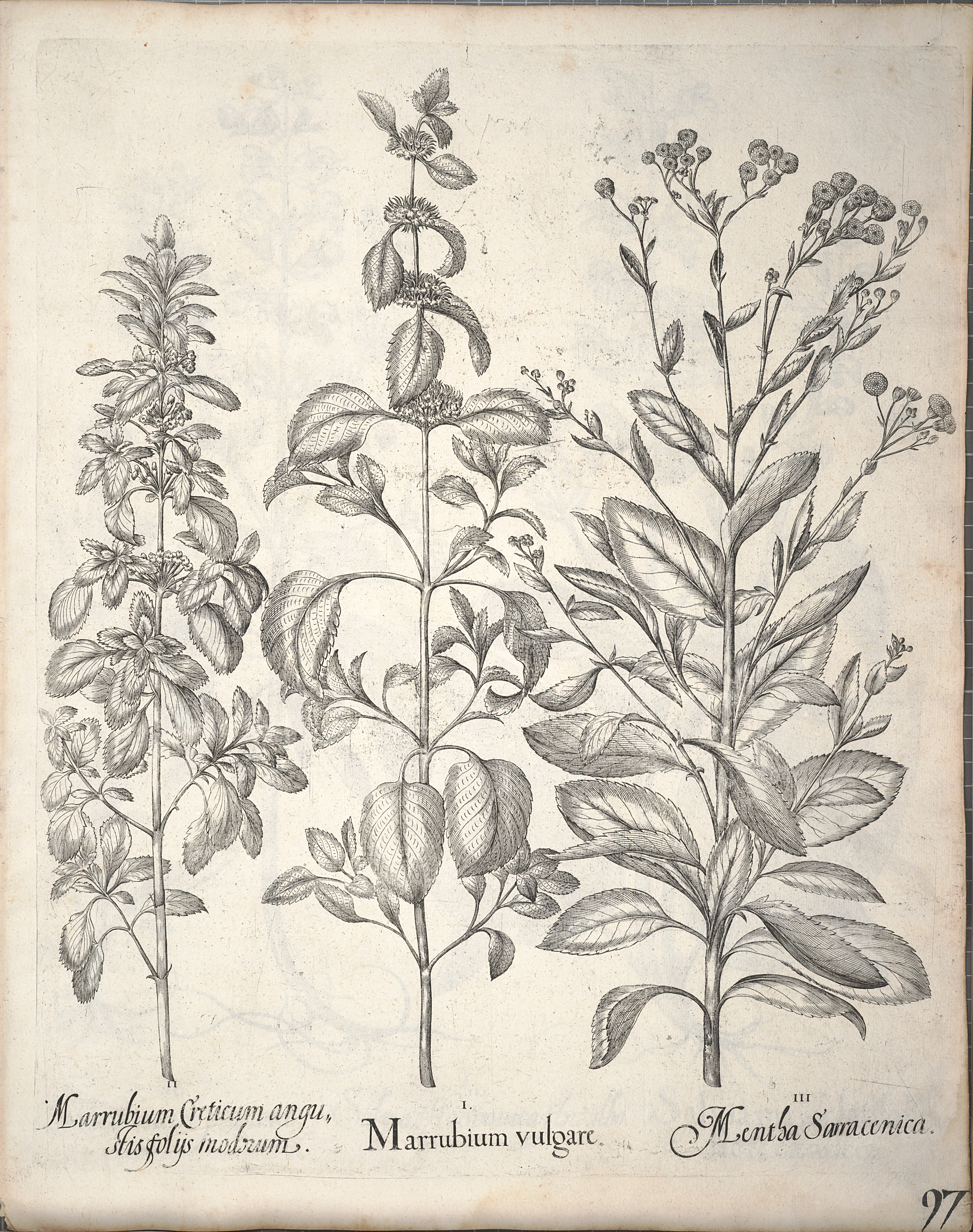
Illustration aus Hortus Eystettensis, 1640, Classis Aestiva 97: rechts: Mentha Sarracenica = Vnser Frawen Müntz (Tanacetum balsamita)

## Geschichte der Verwendung als Garten- und Heilpflanze
Die erste Erwähnung dieser Art unter dem Namen „costum“ findet sich in der wohl im letzten Jahrzehnt des 8. Jahrhunderts von Karl dem Großen erlassenen Landgüterverordnung Capitulare de villis vel curtis imperii. Die Deutung des costum als Frauenminze geht auf Johann Friedrich August Kinderlings Anmerkungen zum Capitulare de villis aus dem Jahr 1799 zurück und wurde nachfolgend von Kurt Sprengel, Anton Kerner, Rudolph von Fischer-Benzon, Hermann Fischer und Heinrich Marzell übernommen und bestätigt. Unter anderem die von spätmittelalterlichen Botanikern als costus (hortorum) bezeichnete Frauenminze diente als Ersatz für die „einst in der Heilkunde hochgeschätzte Kostwurzel“, die Indische Kostuswurzel (Saussurea costus), die in Europa nicht im Freiland gezogen werden kann. Gestützt wird die Vermutung, dass mit costum beziehungsweise costus die Frauenminze gemeint ist, durch die noch heute im Italienischen übliche Bezeichnung der Pflanze als erba costa, erba costina; in Griechenland wird sie costus genannt. In dem im frühen 9. Jahrhundert entstandenen St. Galler Klosterplan ist ein Beet für die Pflanze costo vorgesehen, eine weitere Erwähnung findet sich in dem im Jahr 827 abgefassten Lehrgedicht Liber de cultura hortorum (Hortulus) des Walahfrid Strabo innerhalb der Beschreibung der Pflanze Sclarea (Salvia sclarea). Nach Stoffler geht zwar aus dem Hortulus „eindeutig hervor, daß Costus im Klostergarten gezogen wurde“, unklar sei jedoch, ob damit Tanacetum balsamita L. oder Tanacetum balsamitoides Schultz. Bip. gemeint sei.
Das erste neuzeitliche Kräuterbuch, das die Frauenminze erwähnt, ist das erstmals im Jahr 1539 erschienene Kreütter Buch, Darinn Underscheidt, Namen vnnd Würckung der Kreutter, Stauden, Hecken vnnd Beumen […] von Hieronymus Bock, der nicht nur eine ausführliche Beschreibung der Pflanze liefert, sondern auch ihre Anwendung als innerliches und äußerliches Heilmittel beschreibt: In „wein gesotten vnnd getruncken“ helfe sie gegen verschiedene tierische Gifte, „stillet auch den bauchfluss/vnd das Grimmen im leib“, äußerlich angewendet als „Fomenta [heiße Umschläge] und schweissbäder auss dem kraut“ sei die Frauenminze menstruationsfördernd und schmerzstillend. „Das kraut zerstossen vnd pflasters weiss auffgelegt, zertheilt die harten knollen, und andere geschwulst“. Erstmals abgebildet war das „Frauenblatt“ laut Marzell bei Rembert Dodoens.
Conrad Gessner erwähnt im Jahr 1561 die Frauenminze in seinem Werk Horti Germaniae unter dem Namen ovaria (Eierkraut), wohl weil – wie Marzell annimmt – „die Blätter als Gewürz zu Eierspeisen in der Küche verwendet wurden“. Auch das Mittelniederdeutsche Kochbuch aus dem 15. Jahrhundert enthält ein solches Rezept. Diese Pflanzenart wurde ab dieser Zeit bis in das 19. Jahrhundert hinein regelmäßig in Arzneimittellisten erwähnt, geriet dann aber in Vergessenheit. Im ersten Drittel des 20. Jahrhunderts beschrieb der Arzt M. Stirnadel die wohltuende Wirkung der Frauenminze bei Gallenleiden.

## „Heutige“ Verwendung
In der Naturheilkunde wird ein Tee von getrockneten Blättern (Balsamitae herba) verwendet, der eine krampflösende Wirkung haben soll und Linderung bei spastischen Beschwerden des Magen-Darmtraktes, Blähungen und Verstopfungen verspricht. In der klinischen Medizin wird die Frauenminze nicht mehr eingesetzt. Sie findet aber Verwendung als Duftpflanze in Grabschmuck und Totenkränzen.

## Trivialnamen
In lateinischen und pharmazeutischen Texten wird die Frauenminze auch Balsamita und Mentha sarracenca genannt. Für die Frauenminze bestehen bzw. bestanden auch die weiteren deutschsprachigen Trivialnamen: Balsamite (mittelniederdeutsch), Balsamkraut, Balsammünze, Bifmynte (mittelniederdeutsch), Biminca (althochdeutsch), Cost, Frauenbalsam, Große Frauensalbei, Frauenwurz, Frauwencrut (mittelhochdeutsch), Frauwenworcz (mittelhochdeutsch), Unser Frawen Mintz (mittelhochdeutsch), Frawnwurz (mittelhochdeutsch), Frowenminte (mittelniederdeutsch), Kostwurz (mittelhochdeutsch), Lobengel (mittelhochdeutsch), Marienblättchen, Sandt Marienmintz (mittelhochdeutsch), Marienmünze, Marienwurzel, Samt Mergenmyncz (althochdeutsch), Wit Minte (mittelniederdeutsch), Romesche Minza, Münzbalsam, Heidnische Münze, Römische Münze, Wizu Munza (althochdeutsch), Ransch Mynz, Pfaffenplatte, Pfannkuchenkraut, Pfefferblätte, Breitblättriger Rainfarn, Romische Salbei, Sisymbermüntze, Siminza (althochdeutsch), Sisimre (mittelhochdeutsch), Weisminze (mittelhochdeutsch), Weisblum (althochdeutsch), Wisblum (althochdeutsch) und Zuckerblätter. Weitere Namen waren St. Marienkraut und lateinisch Herba Sanctae Mariae.